# 薩伏依的伊莎貝拉
薩伏依的伊莎貝拉（義大利語：Isabella di Savoia，1591年3月2日—1626年8月28日），薩伏依公爵卡洛·埃馬努埃萊一世的女兒，母親是西班牙的卡特琳娜·米蓋拉。

## 家庭
1608年，伊莎貝拉與摩德納公爵切薩雷·埃斯特的長子、未來的阿方索三世·埃斯特結婚，兩人共有3子2女：
1. 法蘭西斯科（1610年—1658年）
2. 歐比佐（1611年—1644年）
3. 里納爾多（英语：Rinaldo d'Este (1618–1672)）（1618年—1672年）
4. 瑪格麗塔（義大利語：Margherita d'Este）（1619年—1692年）
5. 安娜·貝亞特麗切（義大利語：Anna Beatrice d'Este）（1626年—1690年）